# Língua shor
A Língua Shor (шор тили) é uma Língua turcomana falada por cerca de 10 mil pessoas no Oblast de Kemerovo, na Sibéria sul-central. Na história dos estados Turcomanos da China, o Shor teve um significativo papel, principalmente em relação a ramificações do povo Shatuo. Atualmente, não são todos os Shors étnicos falam a língua, a qual vem sofrendo um declínio desde os anos 30 aos anos 90 do século XX. Porém, a dissolução da União Soviética vem trazendo uma recuperação do idioma Shor. A língua vem sendo ensinada no ramo  Novokuznetsk da Universidade Estatal de Kemerovo.

## Características
A língua Shor inicialmente não estava cadastrada na ISO 639, mas agora já existe a sigla curta (3 letras), cjs , na recente edição da ISO 639-3. Ela é escrita numa versão modificada do alfabeto cirílico, a qual foi introduzida por missionários da Igreja Ortodoxa Russa em meados do século XIX.
Assim como as línguas da sua região, o Shor sofreu grande influência da língua mongol e teve seu vocabulário enriquecido por palavras vindas da língua russa. Os principais dialetos são Mrasu e Kondoma, nomes oriundos dos distritos onde são falados e há poucas diferenças entre os mesmos.

## Morfologia e sintaxe
A língua Shor é aglutinante

### Pronomes
São sete os pronomes pessoais do Shor:
| Singular             | Singular  | Plural                                    | Plural               |
| Shor (transliterado) | Português | Shor (transliterado)                      | Português            |
| -------------------- | --------- | ----------------------------------------- | -------------------- |
| мен (men)            | Eu        | пис (pis)                                 | Ns                   |
| сен (sen)            | Tu        | силер/слер (siler/sler)                   | Vocês (vós) (formal) |
| ол (ol)              | Ele/ela   | ылар/лар, олар/алар (ılar/lar, olor/alar) | Eles/as (animado?)   |
| ол (ol)              | Ele/ela   | пылар/плар (pılar/plar)                   | Eles/as (inanimado?) |

## Amostras de texto
Парчын кижи, по чарыkkа туzчадып, теh, пош туzча. Кижилер саzыштыz, аkтыz туzчалар, кижилерге пашkа кижилербе арzыштаныштарzа керек.
Português
Todos seres humanos nascem livres e iguais em dignidade e direitos. São providos de razão e consciência e deve agir uns em relação aos outros num espírito de fraternidade. (Artigo 1 da Declaração Universal dos Direitos Humanos)
Qara-Qan Parte da Estória épica de Qara-Qan
Амдыг(ы) тöлдиң алында полча, Пурун(гу) тöлдиң соонда полча. Чер пÿдерде, Чер-суг кабыжарда полча.Калакпа чер пöлÿшкан темнер полтур, Камышпа суг пöлÿшчиткан темнер полтур.Кöгериш келип кöк öлең öс чаттыр, Алтын пÿрлÿ ак казынның паштарында, Кырык кушка какыш чöрча,Кöк öлең паштарында Кöк торчуктар кöглеп чиган полтур. Часкы тем полтур.
Tradução
Há muito, antes da presente geração isso ocorreu, Mais tarde, veio então a geração seguinte; Quando a terra foi criada; Quando as terras e as águas estavam em luta, isso aconteceu; Naquele tempo em que as terras foram divididas com um arado; Naquele tempo em que as águas foram divididas com uma bengala; Tornou-se verde, jovem grama cresceu, ao acontecer isso; No topo de um bambuzal com folhas douradas; Quarenta aves estão zombando da grama verde; jovens rouxinóis estavam cantando, ao acontecer isso; Era o tempo da primavera, ao acontecer isso;

### Externas
- «Tarbagan Net – Shor»
- «Shor em Ethnologue»
- «"Rferl" – Shor»
- «Dicionário Online»
- «Dicionário online – Russo-Shor»
- «Ethnologue – Língua  Shor»
- «Línguas em extinção de povos indígenas da Sibéria: Língua Shor»
- «"Red Book " (línguas em extinção) das línguas de povos do Império Russo – Os Shors»
- «O alfabeto  Shor»